# Postintensivvårdssyndrom
Postintensivvårdssyndrom (PICS) beskriver en samling syndrom som är vanliga bland patienter som överlever kritisk sjukdom och intensivvård. Utbudet av symtom som PICS beskriver definieras under tre breda kategorier: fysisk funktionsnedsättning, kognitiv funktionsnedsättning och psykiatrisk funktionsnedsättning. En person med PICS kan ha symtom från en eller flera av dessa kategorier.
Minskad mortalitet efter intensivvård har lett till forskning fokuserad på morbiditet för dessa patienter. Den förbättrade överlevnaden har också lett till upptäckten av betydande funktionshinder som många överlevande av kritisk sjukdom upplever. Eftersom majoriteten av litteraturen inom intensivvårdsmedicin är fokuserad på kortsiktiga resultat (t.ex. överlevnad), är den nuvarande förståelsen av PICS relativt begränsad. Forskning tyder på att det finns överlappning mellan de tre breda kategorierna av symtom. Dessutom verkar sedering och långvarig immobilisering vara vanliga teman bland patienter som har PICS.
Termen PICS uppstod 2010, åtminstone delvis, för att öka medvetenheten om de viktiga långvariga dysfunktioner som uppstår vid intensivvårdsbehadling. (IVA). Medvetenheten om dessa långvariga funktionsnedsättningar växer, och forskning pågår för att ytterligare klargöra spektrumet av funktionshinder och för att hitta effektivare sätt att förebygga dessa långsiktiga komplikationer och för att mer effektivt behandla funktionell återhämtning.

## Ursprung
Även innan termen PICS skapades fanns det erkännande av följderna efter kritiska sjukdomsepisoder. År 1892 var Osler den första att notera muskelförlust hos patienter med långvarig sepsis (Osler, 1892, som citeras i Jolley et al., 2016, sid. 1129). År 1998 fann forskare att kritiskt sjuka patienter upplevde sämre psykisk hälsa och fler symtom på posttraumatisk stressyndrom (PTSD) än icke-kritiskt sjuka patienter. År 1999 upptäcktes att flertalet överlevande av kritisk sjukdom hade kognitiva funktionsnedsättningar. Allt eftersom forskning om förvärrad fysisk, mental och kognitiv hälsa till följd av kritisk sjukdom ackumulerades, erkändes betydelsen och sambandet mellan dessa problem. Detta resulterade i att det under 2010 hälls en konferens där begreppet PICS skapades.
Allt eftersom PICS-forskningen har fortsatt har ytterligare funktionsnedsättningar blivit uppenbara. På 2010-talet noterade forskare sociala svårigheter hos överlevande av kritisk sjukdom. Nedsatt sysselsättning efter kritisk sjukdom har förekommit i litteraturen sedan 1995. IInsikten om att arbetslöshet efterföljande kritisk sjukdom verkar påverka välbefinnande och livskvalitet negativt är dock mer nyliga upptäckter.

## Kategorier

### Fysisk funktionsnedsättning
ICU-acquired weakness (ICU-AW), ibland kallad Critical illness-polyneuropati, är den vanligaste formen av fysisk funktionsnedsättning och uppskattas förekomma hos 25 procent eller fler av de överlevande på intensivvårdsavdelningen. Det tros vara en effekt av långvarig orörlighet och sedering som flertalet kritiskt sjuka patienter upplever under intensivvård. Det har också upptäckts att allvarliga infektioner och inflammationer betydande riskfaktorer för att utveckla ICU-AW.
ICU-AW uppträder ofta som svårigheter att utföra dagliga aktiviteter (t.ex. att röra sig i boendemiljön, använda toalett, förmågan att laga mat eller tvätta). De svårigheter som är förknippade med ICU-AW har en direkt och negativ effekt på en persons självständighet. Det naturliga förloppet av ICU-AW är varierande, men vissa patienter återhämtar sig inom ett år.
Andra fysiska funktionsnedsättningar inkluderar kontrakturer efterföljande långa perioder av orörlighet. Armbågsled och fotled är de vanligast drabbade lederna, följt av höftleder och knäleder. Viss fysisk svaghet kan bero på undernäring under kritisk sjukdom. Även om näring kan tillhandahållas genom sondmatning eller parenteral nutrition, kan initieringen av parenteral näring försenas, och avbrott i matningen uppstår ofta på grund av gastrointestinal intolerans eller utförandet av procedurer som kräver en tom mage. Hos personer som upplever akut respiratoriskt distressyndrom och som behandlas med mekanisk ventilation, är lungfunktionen ofta äventyrad i månader till år. Den vanligaste försämrade lungfunktionen är diffusionskapacitet för kolmonoxid, samt minskade lungvolymer.

### Kognitiv funktionsnedsättning
Kognitiva störningar inkluderar brister i minne, uppmärksamhet, mental bearbetningshastighet och problemlösning. Dessa funktionsnedsättningar påverkar upp till 80 % av individer som överlever en kritisk sjukdom. Nedsättningar i minne och exekutiv funktion har den mest djupgående effekten när det gäller behindrandet av människor från att engagera sig i de uppgifter och beteenden som behövs för att fungera effektivt i det dagliga livet och utföra komplexa konitiva procedurer.
Huvudsakliga riskfaktorer för kognitiv funktionsnedsättning efter intensivvårdsinläggning på grund av kritisk sjukdom inkluderar delirium, tidigare kognitiv nedsättning, sepsis och akut andnödsyndrom (ARDS). Man tror för närvarande att det är en multifaktoriell genes till kognitiv försämring efter kritisk sjukdom. Några möjliga mekanismer för inkluderar dålig blodtillförsel till hjärnan på grund av lågt blodtryck från sepsis, dålig syretillförsel till hjärnan på grund av andningsbesvär och försämring, inflammation i hjärnan och störning av blod-hjärnbarriären i områdena av hjärnan som är involverad i exekutiva funktioner och minne.

### Psykiatrisk funktionsnedsättning
Depression och ångest är de två vanligaste psykiska störningarna som ses hos individer med PICS. Utbudet av möjliga psykiska problem är dock mycket bredare. Demens, posttraumatisk stressyndrom (PTSD) och ihållande vanföreställningar är också manifestationer av syndromet. Även om patofysiologin inte är klarlagd, tror man att ångesten och vanföreställningarna som ses hos patienter med PICS är kopplade till vanföreställningar som vissa individer förvärvar under sin vistelse på intensivvårdsavdelningen, snarare än faktiska minnen. Man tror att medicinskt inducerad sedering kan bidra till bildandet av vanföreställningar genom att öka risken för delirium och hallucinationer.
Riskfaktorer innefattar sepsis, akut respiratorisk svikt, andningssvikt, trauma, hypoglykemi och hypoxemi. Liksom IVA-förvärvad svaghet, har långvarig orörlighet och djup sedering varit kända för att spela en viktig roll i utvecklingen av psykiska problem som ses i PICS. Lägre utbildningsnivå, redan existerande funktionshinder, alkoholmissbruksstörning, redan existerande ångest, depression och PTSD är också riskfaktorer för PICS-relaterade psykiska störningar. I motsats till vad man tidigare tror har varken ålder eller kön visat sig vara riskfaktorer för vare sig depressiva tillstånd eller ångest. Den uppskattade förekomsten av psykiska störningar efter intensivvård varierar. Metaanalyser har visat en prevalens för depressiva symtom efter intensivvård mellan 4%-64% och mellan 5%-73% för ångestsymtom. Det faktum att forskare ofta använder olika metoder för att uppskatta prevalensen av psykiska störningar efter intensivvård, det vill säga olika typer av självrapporteringsformulär, diagnoskoder och olika tidpunkter vid datainsamling är en stor bidragande orsak till den stora variationen i prevalensuppskattning.

### Social funktionsnedsättning
Social funktionsnedsättning i PICS är en negativ förändring av en patients sociala hälsa. Detta visas hos personer som lever med PICS som att de undviker sociala samband, förlust av tidigare sociala roller, minskat socialt självförtroende eller uppfattar sig själva som en social börda.

## PICS-Family (PICS-F)
Episoder av kritisk sjukdom påverkar också familjer och vårdgivare,. Den ökade medvetenheten om PICS har också visat på en uppsättning psykologiska symtom som familjemedlemmar till kritiskt sjuka patienter ofta upplever. Dessa symtom har gett upphov till termen PICS-Family (PICS-F). Upp till 30 % av familjen och vårdgivarna upplever stress, ångest och symtom på depression som faller under kategorin PICS-F.
Symtomen som ses i PICS-F är i stort sett samma uppsättning psykiska symtom som patienter med PICS har och kan ha någon grund i den ångest och falska minnen som dessa familjemedlemmar utvecklar under den kritiska sjukdomens gång. Dessa symtom kan få vårdgivare att sluta upprätthålla sin egen hälsa. Familjemedlemmar kan också känna sig överväldigade när de blir ombedda att fatta oväntade beslut på liv och död om vården av sina nära och kära. Efter utskrivning från intensivvårdsavdelningen är ihållande symtom på depression, ångest och PTSD regel snarare än undantag för PICS-F. Men liksom de psykiska hälsoproblemen i PICS kan PICS-F-symtom hanteras framgångsrikt med rätt behandling. Liksom i PICS är egenvård en viktig del av att förebygga PICS-F. Patienternas familjer upplever ofta några av de liknande påfrestningar som intensivvårdspatienterna själva, inklusive sömnbrist och allvarliga psykiska påfrestningar, en obekant och obekväm miljö.

## Behandling

### Prevention
Begränsning av djup sedering och orörlighet och sängläge har haft den största inverkan för att förhindra de långsiktiga funktionella bristerna som ses i PICS. Uppmärksamhet på sömnhygien under intensivvården verkar också vara en viktig del av förebyggandet. Tidig upptäckt och behandling av delirium verkar minska förekomsten av PICS. Tidigt har aggressiv sjukgymnastik och arbetsterapi haft en positiv effekt.

### Övriga behandlingar, långsiktiga uppföljningsåtgärder och resurser
Eftersom PICS representerar en rad funktionella nedsättningar, är det troligtvis att ingen enskild behandling på ett adekvat sätt åtgärdar alla symtom som är förknippade med syndromet.
Patienter som upplever tecken och symtom associerade med PICS eller PICS-F inklusive muskelsvaghet, trötthet, problem med dagliga aktiviteter, minnes- eller tankeproblem, ångest och depression, eller mardrömmar och oönskade minnen efter att de lämnat intensiven. Om dessa symtom upptäcks kan det hjälpa att konsultera en primärvårdsläkare eller annan vårdgivare.